# Hiliota meridional
La hiliota meridional (Hyliota australis) és una espècie d'ocell de la família dels hiliòtids (Hyliotidae) que habita principalment els boscos de l'Àfrica Meridional, en Angola, Zàmbia, Zimbàbue, Malawi i Moçambic, i localment a la República Democràtica del Congo i Kenya.